# MFi Program
Програма MFi (англ. "Made for iPhone/iPod/iPad") — програма компанії Apple Inc., що в перекладі означає "Зроблено для iPhone/iPod/iPad", є програмою ліцензування для розробників апаратного та програмного забезпечення периферійних пристроїв, які працюють з iPod, iPad та iPhone від Apple. Назва — це скорочена версія довгої форми Made for i…, оригінальної програми, яка в підсумку стала MFi.
Програма MFi охоплює різні роз'єми для пристроїв, включаючи роз'єм для навушників, оригінальний роз'єм для док-станції та новіший роз'єм Lightning, а також підтримку AirPlay. Компанії, які приєднуються до програми MFi та проходять сертифікаційні випробування, можуть відображати певні логотипи, пов’язані з MFi, на упаковці своєї продукції, наприклад, значок «Made for iPod».

## Створено для iPod

Колишній логотип Made for iPod що був типовим для виокремлених значків програми MFi

Програма Made for iPod була запущена на виставці Macworld Expo 11 січня 2005 року, хоча деякі продукти, випущені безпосередньо перед анонсом, натомість мали ярлик "Ready for iPod". Тоді повідомлялося, що Apple буде стягувати знижку на 10% за всі продукти з логотипом, і преса описала це як "податок".  iPod використовує розширений роз'єм для навушників, що дозволяє мати додаткові важелі управління, такі як вимкнення звуку та регулювання гучності, а також були наявні ліцензії для продуктів, що підключаються до гнізда або роз'єму док-станції.
При використанні роз’єму док-станції пристрої можуть керувати iPod за допомогою простого послідовного протоколу, відомого як Apple Accessory Protocol (AAP). Тут використовується (зазвичай) 19 200 біт/с 8N1 сигнал зв'язку для передачі коротких пакетів, що містять команди типу "зробити голосову нотатку" або "збільшити гучність". З випуском iPod третього покоління, AAP був доступний і для підключення навушників. Ці сигнали використовуються багатьма пристроями Made for iPod, щоб дозволити дистанційне управління, включаючи системи інтеграції автомобілів.

## Нові лінійки продуктів

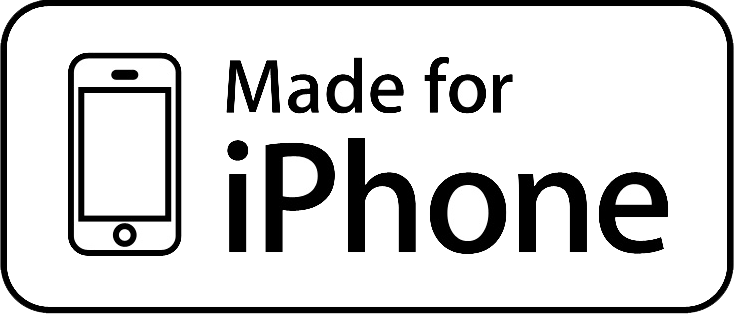
Колишній логотип Made for iPhone що був типовим для виокремлених значків програми MFi

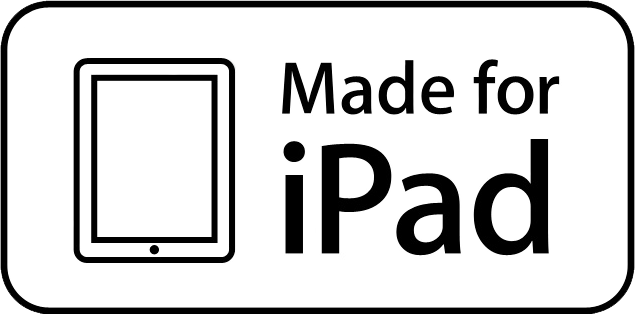
Колишній логотип Made for iPad що був типовим для виокремлених значків програми MFi

З випуском iPhone назва програми поширилася на "Зроблено для iPod" та "Зроблено для iPhone", а потім знову з iPad перетворилося на "Створено для iPod, iPhone та iPad". Назву програми офіційно змінили на MFi близько 2010 року, хоча цей термін неофіційно використовувався протягом певного часу.

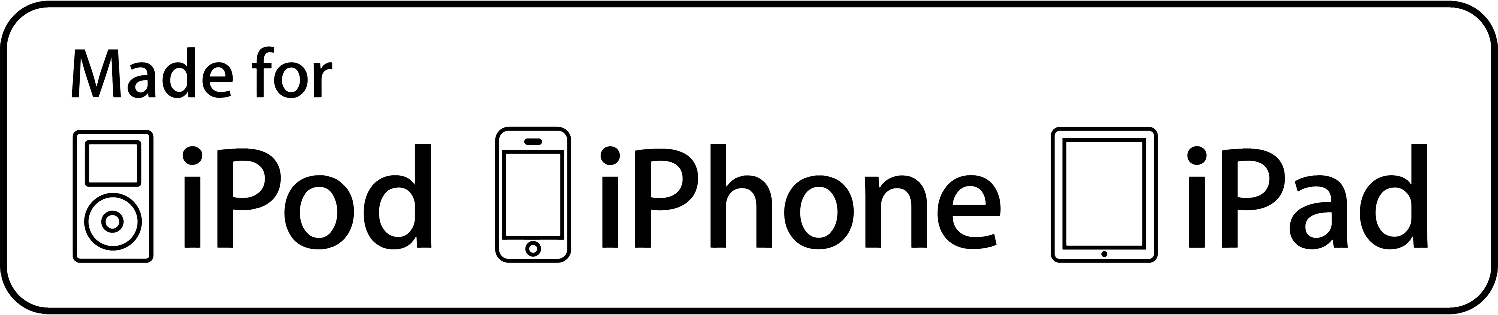
Колишній логотип Made for iPod, iPhone, iPad що був типовим для виокремлених значків програми MFi

Програма MFi тепер також охоплює систему AirTunes для бездротової потокової музики. Спочатку AirTunes був представлений в 2004 році на платформах Mac і PC у iTunes  а пізніше став відомим як AirPlay, коли можливості відеовиходу були додані до таких пристроїв, як Apple TV. AirPlay з’явився на пристроях, коли вони отримали можливості WiFi завдяки введенню iPhone та iPod Touch. Відсутній апаратний компонент, AirPlay широко впроваджений як в офіційні, так і в програмні системи, що не належать до MFi (докладніше див. AirPlay).

## Роз’єм Lightning
З введенням роз'єму Lightning фірмовий стиль змінився і офіційно став MFi, термін, який неофіційно використовувався протягом певного часу. Lightning також представив додаткові протоколи, які могли бути офіційно підтримані лише за допомогою програми MFi. На додаток до технічних вимог, згідно з TUAW, Apple також скористалася можливістю оновити ліцензійну угоду, щоб вимагати від усіх третіх сторін згоди на код відповідальності постачальника Apple.

## iOS 7 та новіші версії
Випуск розробницької версії iOS 7 на WWDC 2013 року включав нове схвалення MFi для ігрових контролерів, або обгорткові конструкції, які кріпляться на пристрої iOS, або повністю окремі бездротові моделі.
Розробники, які бажають інтегрувати свої пристрої та програми з HomeKit, також повинні бути учасниками програми MFi, щоб отримати доступ до специфікацій, а також сертифікувати свою продукцію.

## Ланки
- Офіційний сайт